# Goshen (village, New York)
Goshen è un villaggio degli Stati Uniti d'America, situato nello stato di New York, nella contea di Orange, della quale è il capoluogo.